# Micropsectra longimanus
Micropsectra longimanus е вид насекомо от разред Двукрили (Diptera), семейство Хирономидни (Chironomidae).. Ендемичен е в Германия.